# Blepharosis sublimbatus
Blepharosis sublimbatus là một loài bướm đêm trong họ Noctuidae.